# 12월 31일

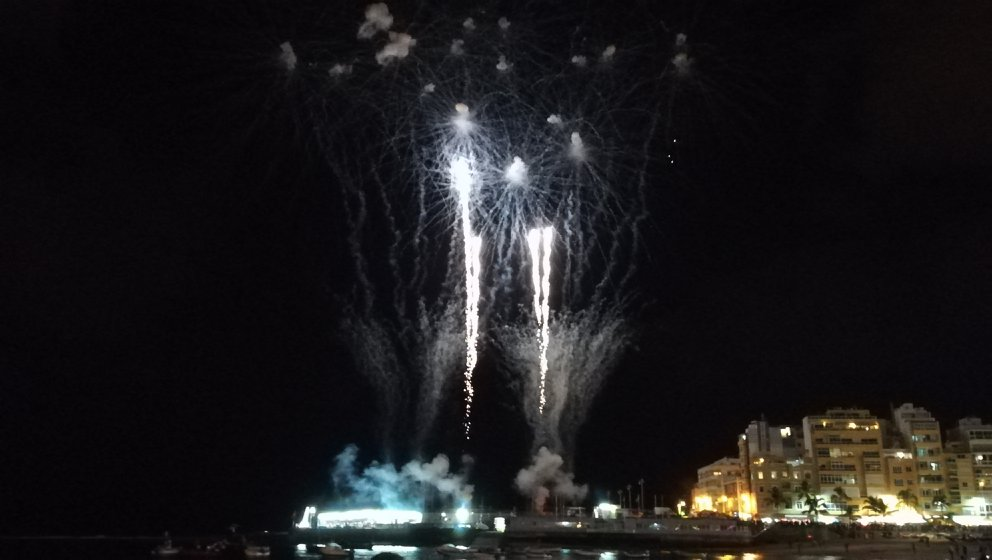
라스팔마스의 신년전야

12월 31일은 그레고리력으로 365번째(윤년일 경우 366번째) 날에 해당한다. 이 날이 바로 12월이자 한 해의 마지막 날이다.

## 사건
- 406년 - 반달족과 수에비족, 알란족이 라인강을 넘어 갈리아 침공을 시작하다.
- 535년 - 동로마 제국의 장군 벨리사리우스가 시칠리아를 점령하다.
- 1600년 - 영국, 동인도 회사 설립.
- 1796년 - 볼티모어가 도시로 합병되다.
- 1918년 - 베를린에서 독일 공산당(KPD) 창당.
- 1952년 - 소련, 장춘 철도를 중국에 반환.
- 1990년 - 대한민국 목적세인 방위세가 폐지되다.
- 1993년 - 대한민국 정부가 천연두를 예방접종 대상에서 제외시켰다.
- 1999년
  - 대우자동차 채권단, 2000년 6월까지 제한적 경쟁입찰로 대우자동차 매각 결정.
  - 보리스 옐친 러시아 대통령 사임, 블라디미르 푸틴 총리를 직무대행으로 임명.
- 2014년
  - 중화인민공화국 상하이의 신년맞이 행사장에서 압사 사고가 발생해 30여명이 사망했다.
  - 대한민국 306보충대 해체.
- 2017년 - 호주 시드니 뉴사우스웨일스주 코완 크릭 예루살렘 베이에서 de Havilland Canada DHC-2 Beaver 수상 경비행기(1963년 제작)가 강으로 추락, 세계 최대 케이터링(출장 연회 서비스) 업체인 영국 컴퍼스그룹(Compass Group)의 CEO인 리처드 커즌스(Richard Cousins) 포함 가족 5명, 조종사 1명 등 탑승자 6명이 사망하였다.
- 2018년 - 서울 종로구에 위치한 강북삼성병원에서 정신건강의학과 교수인 임세원이 진료하던 환자의 흉기에 찔려 사망했다.
- 2022년 - 제265대 가톨릭 교황이였던 교황 베네딕토 16세가 교회의 어머니 수도원에서 선종했다.

## 문화
- 1961년 - KBS TV 개국.
- 1988년 - 대덕군 이 폐지되었다. 대전광역시가 출범하였다.
- 1962년 - 장충체육관 개관.
- 1994년 - 중원군이 폐지되었다. 통합된 충주시가 출범하였다.
- 1996년 - 디아블로가 출시되었다.
- 2001년 - 마이크로소프트에서 윈도우 1.0부터 윈도우 95까지의 지원을 중단하였으며, 이와 동시에 인터넷 익스플로러 1, 2의 지원도 중단했다.
- 2003년 - 대구 지하철 화재 참사 이후 10개월 만에 대구 도시철도 1호선 중앙로역이 복구 공사 완료와 동시에 영업 재개하다.
- 2004년
  - iTV 경인방송 지상파 TV 마지막 방송과 동시에 폐국하다.
  - 마이크로소프트에서 윈도우 NT 4.0 서버, 윈도우 2000 서비스팩 1, 인터넷 익스플로러 4의 모든 지원을 중단했다.
- 2005년
  - 윤초로 인해 마지막 1분이 61초가 되었다.
  - 마이크로소프트에서 인터넷 익스플로러 5.0, 5.01, 5.5의 지원을 중단했다.
- 2011년
  - 미국 항공우주국(NASA)가 달 주위 궤도에 두 개의 중력 복구 및 실내 실험 위성을 최초로 진입시키는 데 성공하다.
  - 사모아, 표준 시간대를 UTC-11:00에서 하루를 앞당긴 UTC+13:00으로 변경.
  - 대한민국에서 네이버, 다음, 네이트, 엔씨소프트, 한게임은 마이크로소프트의 웹브라우저인 인터넷 익스플로러 6에 대한 모든 지원을 중단했다.
- 2012년
  - 대한민국 수도권의 지상파 아날로그 TV방송이 종료되면서 대한민국에서 지상파 아날로그 TV방송이 완전히 종료되었다.
  - 야후! 코리아가 한국시장에서 완전히 철수했다.
  - 야후! 꾸러기가 12년 만에 철수했다.
- 2014년 - KBS 쿨FM의 음악세계가 28년 만에 폐지되었다.
- 2016년 - CGTN이 정식 방송을 시작했다.
- 2018년 - 수인•분당선 청량리역이 개통됐다.
- 2020년
  - 보이저 1호와 보이저 2호의 셧다운이 시작되었다.
  - 대한민국의 걸그룹 구구단이 데뷔 4년 만에 해체되었다.
- 2021년 - 중부내륙선 부발 ~ 충주 구간 개통.
- 2024년 - 매드포갈릭 일산웨스턴돔점과 합정점이 영업을 종료했다.

## 탄생
- 1491년 - 프랑스의 왕국 출신 탐험가 자크 카르티에. (~1557년)
- 1493년 - 우르비노의 공작부인 섭정 엘레오노라 곤차가 델라 로베레. (~1570년)
- 1514년 - 벨기에의 의학자, 근대 해부학의 창시자 안드레아스 베살리우스. (~1564년)
- 1598년 - 조선 광해군의 폐세자 이지.
- 1770년 - 프랑스의 군인 루이 샤를 앙투안 드제. (~1800년)
- 1803년 - 조선의 가톨릭 순교자, 프랑스인 신부 피에르 모방. (~1839년)
- 1815년 - 미국의 군인 조지 미드. (~1872년)
- 1869년 - 프랑스의 화가 앙리 마티스. (~1954년)
- 1870년 - 인도네시아의 슈퍼센티네리언 음바 고토. (~2017년)
- 1905년 - 프랑스의 정치인 기 몰레. (~1975년)
- 1921년 - 대한민국의 사회운동가 계훈제. (~1999년)
- 1933년 - 미국의 배우 에드워드 벙커. (~2005년)
- 1935년 - 사우디아라비아의 제7대 국왕 살만 빈 압둘아지즈 알사우드.
- 1937년 - 영국의 배우 앤서니 홉킨스.
- 1941년 - 스코틀랜드의 전직 축구 선수, 현 축구 감독 알렉스 퍼거슨.
- 1943년
  - 영국의 배우 벤 킹즐리.
  - 미국의 가수 존 덴버. (~1997년)
- 1945년 - 대한민국의 배우 임현식.
- 1947년
  - 대한민국의 가톨릭 성직자 이기헌.
  - 캐나다의 기업인 리처드 페디.
- 1948년 - 미국의 가수, 영화배우 도나 서머. (~2012년)
- 1951년 - 미국의 전 야구 선수 조 심프슨.
- 1953년 - 미국의 배우, 가수 제인 배들러.
- 1954년
  - 대한민국의 배우 김영민.
  - 스코틀랜드의 정치인 앨릭스 새먼드. (~2024년)
- 1957년 - 대한민국의 배우 김보연.
- 1958년 - 대한민국의 성우 강구한.
- 1959년
  - 미국의 배우 발 킬머.
  - 필리핀 태생의 애니메이터, 애니메이션 영화 감독·각본가 로니 델카르멘.
- 1962년 - 미국의 정치인 제프 플레이크.
- 1964년 - 대한민국의 가수 박기영.
- 1965년
  - 중국의 영화배우 궁리.
  - 미국의 소설가 니컬러스 스파크스.
- 1966년
  - 대한민국의 가수 루카.
  - 몬테네그로의 축구 선수 사샤 페트로비치.
- 1967년
  - 대한민국의 장기 기사 김동학.
  - 일본의 배우 에구치 요스케.
- 1968년
  - 대한민국의 가수 김승진.
  - 대한민국의 범죄자 정두영.
- 1969년
  - 대한민국의 배우 남성진.
  - 미국의 정치인 타헤샤 웨이.
- 1970년
  - 대한민국의 배우 구혜령.
  - 대한민국의 배우 정석용.
- 1971년
  - 대한민국의 희극인 허동환.
  - 쿠바의 펜싱 선수 롤란도 투케르.
- 1972년
  - 프랑스의 전 축구 선수 그레고리 쿠페.
  - 미국의 가수 조이 매킨타이어. (뉴 키즈 온 더 블록)
- 1977년
  - 대한민국의 가수 싸이.
  - 대한민국의 배우 서유정.
  - 미국의 기업인 도널드 트럼프 주니어.
- 1978년 - 미국의 한국계 비올리스트 리처드 용재 오닐.
- 1979년
  - 대한민국의 뮤지컬 배우 이경수.
  - 미국의 밴드 밥 브라이어. (~2024년)
- 1980년 - 대한민국의 모델 한윤희.
- 1981년
  - 미국의 종합격투기 선수 디에고 산체스.
  - 영국의 모델, 배우 리키 휘틀.
- 1982년 - 도미니카 공화국의 야구 선수 훌리오 데폴라.
- 1983년
  - 대한민국의 야구 선수 신종길.
  - 대한민국의 힙합 프로듀서 에이조쿠.
  - 일본의 가수 이치이 사야카.
  - 네덜란드의 축구 선수 로빈 판페르시.
- 1985년 - 일본의 전 축구 선수 다무라 유키.
- 1986년 - 대한민국의 희극인 이용주.
- 1988년 - 대한민국의 가수 투스타TV.
- 1989년
  - 일본의 성우 후쿠하라 아야카.
  - 일본의 축구 선수 스기모토 다쿠야.
- 1990년
  - 대한민국의 성우 강성우.
  - 캐나다의 피겨 스케이팅 선수 패트릭 챈.
- 1991년
  - 대한민국의 가수 김나영.
  - 대한민국의 배우 김성철.
  - 우크라이나의 저널리스트, 위키인 이호르 코스텐코. (~2014년)
- 1993년
  - 대한민국의 배우 소주연.
  - 미국의 카레이서 라이언 블레이니.
- 1994년
  - 대한민국의 체조 선수 허선미.
  - 대한민국의 배우, 모델 이종원.
  - 대한민국의 농구 선수 강상재.
  - 일본의 야구 선수 야사키 다쿠야.
- 1995년 - 영국의 배우 나디아 파크스.
- 1996년 - 대한민국의 전직 리그 오브 레전드 프로게이머 운타라.
  - 일본의 아이돌 오오타 리오나.
- 1997년 - 대한민국의 가수, 배우 강유찬.
- 1998년
  - 미국의 배우, 모델 헌터 셰이퍼.
  - 대한민국의 가수 에크루.
- 1999년
  - 대한민국의 가수 소희 (앨리스).
  - 나이지리아의 축구 선수 캘빈 배시
- 2000년 - 미국의 자동차 경주 선수 로건 사전트.
- 2001년 - 대한민국의 가수 이승현.
- 2005년 - 일본의 아이돌 미야치 스미레.

## 사망
- 192년 - 로마 제국의 제17대 황제 콤모두스. (161년~)
- 335년 - 제33대의 교황 교황 실베스테르 1세. (?~)
- 669년 - 당나라의 장수 이세적. (594년~)
- 1426년 - 잉글랜드의 군사령관이자 대법관 엑서터 공작 토머스 보퍼트. (1377년~)
- 1469년 - 조선의 제8대 국왕 예종. (1450년~)
- 1510년 - 신성 로마 제국의 황제 막시밀리안 1세의 두 번째 황후 비앙카 마리아 스포르차. (1472년~)
- 1583년 - 스위스의 신학자 토마스 에라스투스. (1524년~)
- 1610년 - 네덜란드의 수학자 뤼돌프 판 쾰런. (1540년~)
- 1650년 - 청나라의 예친왕 도르곤. (1612년~)
- 1691년 - 잉글랜드의 자연철학자, 화학자, 물리학자 로버트 보일. (1627년~)
- 1812년 - 프랑스의 장군 장바티스트 에블레. (1758년~)
- 1877년 - 프랑스의 화가 귀스타브 쿠르베. (1819년~)
- 1969년 - 대한민국의 기업인이자 LG 그룹의 창설자 구인회. (1907년~)
- 1971년 - 대한민국의 정치가 김준연. (1895년~)
- 1980년 - 미국의 야구인 밥 쇼키. (1890년~)
- 1989년 - 헝가리의 축구 선수, 축구 감독 런토시 미하이. (1928년~)
- 1999년 - 미국의 관료, 정치인 엘리엇 리처드슨.(1923년~)
- 2014년 - 중화민국의 배우 브루스 라이. (1950년~)
- 2015년
  - 미국의 가수 내털리 콜. (1950년~)
  - 미국의 배우 웨인 로저스. (1933년~)
  - 미국의 배우 베스 하울랜드. (1941년~)
- 2018년
  - 대한민국의 의사 임세원. (1971년~)
  - 인도의 배우 카데르 칸. (1937년~)
- 2019년 - 일본의 야구 선수 이노우에 요시오. (1941년~)
- 2020년
  - 프랑스의 영화감독 로베르 오셍. (1927년~)
  - 스코틀랜드의 축구 선수, 축구 감독 토미 도허티. (1928년~)
- 2021년 - 미국의 배우 베티 화이트. (1922년~)
- 2022년
  - 대한민국의 사진작가 김중만. (1954년~)
  - 바티칸 시국의 제265대 가톨릭 교황 베네딕토 16세. (1927년~)
- 2023년
  - 미국의 영화배우 셔키 그린. (1926년~)
  - 대한민국의 목사 이재록. (1943년~)
  - 멕시코의 영화배우 아나 오펠리아 무르기아. (1933년~)
- 2024년
  - 대한민국의 정치인 김유진. (1941년~)
  - 에스토니아의 제3대 대통령 아르놀드 뤼텔. (1928년~)

## 기념일
- 제야의 종 타종식: 대한민국
- 신년전야
- 성탄 팔일 축제 내 7일 (서방 기독교)
- 국제 연대의 날 International Solidarity Day (아제르바이잔)

## 같이 보기
- 전날: 12월 30일 다음날: 1월 1일 - 전달: 11월 30일 다음달: 1월 31일
- 모두 보기